# Vengeance 2011
Vengeance 2011 was een professioneel worstel-pay-per-viewevenement dat georganiseerd werd door de WWE. Dit evenement was de achtste en laatste van Vengeance en vond plaats in de AT&T Center in San Antonio (Texas) op 23 oktober 2011.

## Matchen
| Nr.                                                                          | Match                                                                                                  | Winnaar(s)                  |
| ---------------------------------------------------------------------------- | --- | --------------------------- |
| 1                                                                            | Air Boom (c) vs. Dolph Ziggler & Jack Swagger in een tag team match voor het WWE Tag Team Championship | Air Boom (c)                |
| 2                                                                            | Dolph Ziggler (c) vs. Zack Ryder in een een-op-eenmatch voor het WWE United States Championship        | Dolph Ziggler (c)           |
| 3                                                                            | Beth Phoenix (c) vs. Eve in een-op-eenmatch voor het WWE Divas Championship                            | Beth Phoenix (c)            |
| 4                                                                            | Sheamus vs. Christian in een een-op-eenmatch                                                           | Sheamus                     |
| 5                                                                            | CM Punk & Triple H vs. Awesome Truth (The Miz & R-Truth) in een tag team match                         | Awesome Truth               |
| 6                                                                            | Cody Rhodes (c) vs. Randy Orton in een een-op-eenmatch                                                 | Randy Orton                 |
| 7                                                                            | Mark Henry (c) vs. Big Show in een een-op-eenmatch voor het World Heavyweight Championship             | Eindigde in een No contest1 |
| 8                                                                            | Alberto Del Rio (c) vs. John Cena in een Last Man Standing match voor het WWE Championship             | Alberto Del Rio (c)         |
| (c) huidige kampioen voor en na de match \| (nc) nieuwe kampioen na de match | |                             |

1De World Heavyweight Championship match tussen de kampioen Mark Henry en Big Show eindigde in een no contest (gelijkspel) nadat de ring brak en Henry behield zo zijn titel.